# نهایه الاقدام فی علم الکلام
نهایة الاقدام فی علم الکلام، یکی از مهمترین آثار محمد بن عبدالکریم شهرستانی (۴۶۹–۵۴۸ ق) است. شهرستانی در این کتاب، طی بیست قاعده، اساسی‌ترین مسائل کلامی فلسفی عصر خود را گزارش کرده و از منظر تفکر اشعری به نقد و بررسی آنها پرداخته است. با این حال، چنان‌که در مقدمه کتاب حاضر نشان داده شده، ویژگی‌هایی از آموزه‌های شیعی را می‌توان در آن تشخیص داد. اثر حاضر، چاپ عکسی کهن‌ترین نسخه این کتاب است که در سال ۵۳۸ ق و در زمان حیات شهرستانی کتابت شده و اصل آن به شماره ۱۰۶۰۷ در کتابخانه مجلس شورای اسلامی نگهداری می‌شود. مقدمه تحقیقی کتاب، در سه بخش از شهرستانی و جایگاه تعلیم در معرفت دینی، نهایة الاقدام قالب اشعری و درون‌مایه اسماعیلی آن، و قدیم‌ترین نسخه‌های نهایة الاقدام و دستنویس کهن مجلس، سخن می‌گوید و حاوی ۹۴ پی‌نوشت کوتاه و بلند است. 